# ダノン

ダノン工場のある国々

ダノン（仏: Danone S.A.）はフランスの多国籍食品企業。パリに本社を置き、ユーロネクスト・パリに上場している。
ヨーグルトやミネラルウォーター、シリアル食品やビスケットなどの製品を世界的に製造・販売している。経営体としてのルーツはガラス工業のBSN（Boussois-Souchon-Neuvesel）にある。BSNは1981年に旧ダノン社を買収し、多角化の末1994年に社名を現在のものに改称した。
2014年現在もBSN創業者一族（Riboud, シュルンベルジェのジャンを輩出）がダノンを代表している。ただし同年から、ベイン・アンド・カンパニーやベアリングス銀行でキャリアを積んだエマヌエル（Emmanuel Faber）がCEOである。

## 名前の由来
創業者イサーク・カラッソ（英語読み：アイザック・カラッソ）の子 Daniel Carasso (en)のカタルーニャ語での愛称の一つから命名された。

## 歴史

### ベアトリス解体まで
ダノン（Danone）の歴史は、1919年にイサーク・カラッソによってバルセロナに設立された小さなヨーグルト工場から始まった。工場の名前は、息子ダニエルの愛称「ダノン(Danone)」とした。10年後、最初のフランスでの工場ができたが、第二次世界大戦の間に、ダニエルは会社をニューヨークに移し、ダノン・ミルク（Dannon Milk Products Inc.）を設立した。1959年、ダノンがベアトリス・フーズ（Beatrice Foods）に買収された。ベアトリスは合衆国が1970年代初頭の慢性インフレに陥るまでに、エイビスレンタカーやトロピカーナも買収してマンモス企業となった。拡大経営に疲れたベアトリスは、1981年ダノンを記事の主役であるBSNに、1985年化学部門をインペリアル・ケミカル・インダストリーズに、1988年トロピカーナをシーグラムに売却した。1986年にはコールバーグ・クラビス・ロバーツ（KKR）がベアトリスをレバレッジド・バイアウトの標的に掲げ、そこへマイケル・ミルケンのドレクセル・バーナム・ランバート（Drexel Burnham Lambert）も参加して、ばらばらに解体した残りを1990年コーンアグラ・ブランズに売り渡した。

### ベルギーを背にして
1958年、アントワーヌ（Antoine Riboud）がリヨンで一世紀近く続いていた大叔父のガラス工場を相続した（Souchon-Neuvesel）。1966年、ノール県の板ガラス会社（Glaces de Boussois）と合併しBSNとなった。1968年、パリバ・ラザード・ABNアムロから支援を受けてサンゴバンにレバレッジド・バイアウトを仕掛けた。ウォールストリート・ジャーナルが「勇者ダビデ（BSN）が巨人ゴリアテ（サンゴバン）に挑む」と書きたてた買収運動であったが、テロリストがアントワーヌのアパートを爆破する事件と、サンゴバン株主の必死な救援とにより、サンゴバンが防衛に成功した。以降BSN は急に水と醸造へ進出した。1970年エビアンとクローネンブルグとヨーロッパビール（Société européenne de brasserie）を買収したのである。1973年BSNはダノンと出会った。GD（Gervais Danone）と合併したのである。一連の経営拡大はキャッシュより証券を利用して行われたので、BSN　はオイルショックを耐える力をセーブできた。1973年にはスペインのエバンザ（Ebamsa）を傘下においた。1978-79年にスペインとベルギーの醸造業へ資本参加したが、敷居は高かった。フランス政府の「同伴」で、予めBSN はジェームズ・ゴールドスミス（ジミー）のジェネラル・オクシデンタル（Générale Occidentale）と株式交換し、フランスの食品製造4社を吸収していた。

### 欧州レベルの分業化
1980年、BSN は西ドイツの板ガラス事業をピルキントンに売却した。それからはドイツ・オーストリア・ベルギー・オランダの板ガラス子会社を売り払った。1982年にはノール県（Boussois）の工場を処分して板ガラスから完全撤退した。BSNがベアトリスからダノンを買収したのは、このような整理が進んでいた1981年のことであった。1983年にGDがBSNと改名した。ミッテランの後押しでBSNはオートメーション化により従業員千人を解雇した。1984年7月、業績回復に水を差す形で、BSNとサンゴバンがベネルクスのガラス市場で価格カルテルを結んでいたとして欧州経済共同体が両社におよそ320万ドルの制裁金を課した。1985年、BSNはガラス瓶等の生産事業をVC（Verrerie Champenoises）に売却して、現金の代わりに同社の株式を受け取った。1986年、LU（Lefèvre-Utile）の親会社であったジェネラル・ビスケット（Générale Biscuit S.A）を買収した。西ドイツのゾネン・バサマン（Sonnen Bassermann）も買収した。1988年8月、ベルギーのマースビール（Maes）、イギリスのHP食品（HP Foods）、アメリカのLP（Lea & Perrins）の三社を買収した。同年KKRがRJRナビスコ（1999年からナビスコ）を買収したが、翌年BSNがRJRナビスコのヨーロッパ事業を25億ドルで買収した。BSNは1986年にイタリアのパスタ会社（Angelo Ghigi）を買収したが、1989年も企業買収という名の「イタリア政策」を実現した。

### さらばジミー
1990年、BSN はシャンパンのランソン（Lanson）とポメリー（Pommery）をLVMHへ31億フランスフラン（6億USドル超）で売却した。1992年、アニェリ家（Agnelli family）とネスレがペリエの支配権を争った。そこでBSNはネスレに接近し、ネスレがBSN にボルヴィックを5億ドルで売却することとなった。1994年なかごろ、BSN は社名をダノンと改めた。1990年代初頭にBSNが遂げた急激なグローバル化もあって、グループの収益にガラス分野は一割も貢献していなかった。1996年、アントワーヌが引退して息子のフランク（Franck Riboud）がダノン会長兼CEOとなった。この年、娃哈哈と合弁事業を立ち上げた（Wahaha Joint Venture Company）。1998年、パンザニ（Panzani）をパリバに、キャラメルバー（Carambar）をキャドバリーに売却した。マイユとアモラ（Amora, 現ユニリーバ）も処分された。HPやLPは手元に残した。1999年、ダノンはガラス産業からの完全撤退に動いた。コンテナ事業はゲレシャイマー（Gerresheimer）の瓶詰め事業と合併させた（BSN Glasspack）。この新事業に関し、ダノンの持分は44％で、残りは全部CVC キャピタル・パートナーズが保有した。2000年、マッケソン（McKesson Water Products Company）のペット詰め事業を11億ドルで買収し、ダノン飲料の販路をアメリカに大きく広げた。イギリスではUB（United Biscuits）から地球規模での営業譲渡を受けた。

### 預言者フランク
2001年ストニフィールド（Stonyfield Farm）株を39％、2003年末に80％を取得、同社を傘下におさめた。2001年ヨーロッパで従業員二千人を解雇、2002年ガルバーニ（Galbani）を処分した。2003年、最後のガラス事業の持分をすべて処分した（BSN Glasspack）。ここでフランクの整理方針が概ね実現し、経営する産業分野はデイリーと水とビスケットに絞られた。それ以外ではHP食品・LP・淘大食品のソースと、スペインのマオウビール（Mahou）株を33％保有するのみとなった（これら余剰は2006年1月までに全て売却された）。さてそれからのダノンは世界食料価格危機を知ってかビスケットもリストラするようになった。2004年ジェイコブズ（Jacob's）をUB に売却したのである。一方、2002年から進んでいたコカ・コーラとの提携が2005年に合弁事業を買収され解消してしまった。しかしコカ・コーラはエビアンを北米で売り続けた。「ナショナル・ディフェンス」を前に、ダノンは競争圏の事業を投げ売るしかなかった。確固たる意志もなかった。なぜならダノンには支配株主がいなかったのである。ネスレ、ユニリーバ、クラフトフーヅ、コカ・コーラといった大物に買収されるかもしれないと、しばしば噂された。
オーナー的存在を欠く実態は、ミューチュアル・ファンドの躍進であったろうと考えられる。当時、彼らの主たちはグローバル化したばかりの光海底ケーブルも濫用して、仲間内に短期取引と時間外取引を協定し、不正競争に手を染め利益をあげていた。

### 娃哈哈との決別
2006年までに娃哈哈がLUとエビアンに並ぶ主力ブランドに成長した。娃哈哈との合弁事業はグループ収益の5-6％を稼ぎ出していた。2007年に合弁事業の支配権をめぐり娃哈哈と争うまでとなり、あらゆる自救行為と法廷闘争の末、両社は年の瀬に休戦し妥協点を探りはじめた。これが片付いてからダノンは資産構成を劇的に変えた。2007年7月初旬にビスケット事業をクラフトへ53億ユーロで売った。1週間もたたないうちに123億ユーロでヌミコを買収した。これでベビーフードに関しては世界第二位のシェアを手にした。2008年フルコア（Frucor）をサントリーに売却した。2009年、匯源果汁をコカ・コーラに売却しようとしたが中国の公取委は却下した。そこで2010年、プライベート・エクイティ・ファンドのサイフ社（SAIF Partners）株を売却した。このころまでに娃哈哈との合弁事業からも離脱していた。2009年12月、バークレイズのいる南アのクローバー（Clover）を完全支配した。2010年ロシアのウニミルクを買収した。鉱産資源地域の食品市場に対し、巨額を投じてシェアを拡大したのである。2011年、ウォックハルト（Wockhardt）の幼児・医療用食品部門を買収した。2012年、新興市場に対する長期戦略としてモロッコ事業に対する支配率を67％に上げた（2015年10月からCentrale Danone）。2013年8月ヨークランチ（Yocrunch）を買収した。

### 現在
2022年10月、ロシアで展開する乳製品・植物由来製品部門の売却を表明。2023年7月16日にはロシア政府が傘下のダノン・ロシアの株式を暫定管理する大統領令が発出された。

## 北アフリカ総合会社

### アンベスティスマン
モロッコ事業は北アフリカ総合会社（ONA Group）といい、第一次世界大戦後の1919年に設立された。1928年から第二次世界大戦終戦までゼネラルモーターズの代理店であった。1953年にパリバが全く支配するところとなり、1980年にハサン2世が主要株主となった。これが2010年に解体されるとき、ダノンとクラフトが参加した。解体計画はムハンマド6世のコンツェルンが調整した（Société Nationale d'Investissement）。コンツェルンは1949年創立のフランス国営投信に同名で、1966年に設立され、1994年からカサブランカ証券取引所に株式を上場していた。世界金融危機のピークであった2009年、王のコンツェルンは23億マッドの純益をあげた。この年の55.2億マッドに迫る投資額は、主にサンタンデール銀行からワファバンク（Attijariwafa Bank）の株を10％買った分である。同年からコンツェルンは経営規模を急拡大、翌2010年に北アフリカ総合会社との合併を宣言した。コンツェルンは投資ファンドに対する系列子会社の自律性を大胆に保障した。解体が落ち着いた2013年6月時点で、ラファージュとアクサがわずかながらコンツェルンの株式を保有している。前者がホルシムと合併して、2016年にコンツェルンが純益を34％増加させた。ウィキリークスは2009年12月の在モロッコ米大使館による秘密電報を公表して、王宮と総合会社が腐敗した関係にあると非難している。

### ワファバンク
ワファバンクの発祥は、モロッコとアルジェリアがフランスの植民地となった20世紀初頭にある。源流は2行だが、さしあたり片方について述べる。植民地銀行（Compagnie Française De Crédit et De Banque）は子会社をもっていたが（Compagnie Algérienne de Crédit et de Banque）、1904年その子会社がモロッコのタンジェに最初の支店を設けた。1957年モロッコが独立するとき、タンジェをふくむ38支店も独立した。1964年それらは改称した（Compagnie Marocaine de Credit et de Banques, CMCB）。1965年、財閥（Moulay Ali Kettani）がフィリップスとジョイントベンチャーを合意した。財閥は1968年CMCBの支配権を握った。1980年ATMを整備し、このころ新たな経営者（Abdelhak Bennani）を迎えた。1985年にワファバンクを名乗った（Wafabank）。業容は生保、リース、モーゲージまで拡大していた。生保事業（SNA）はノーウィッチ（Norwich Union）とセント・ポール（後のトラベラーズ）のモロッコ生保に対する支配率を買収したものであった。1993年ワファバンクは株式公開し、翌1994年に財閥当主が死んだ。会長（Abdelhak Bennani）のリーダーシップによって、2001年ワファバンクはBBVAモロッコを買収した。しかし別の買収案件（Crédit du Maroc）をめぐってはクレディ・アグリコルと対立し、ワファバンクはテイクオーバーの標的となった。2003年10月に財閥が内紛の妥協をみて、ワファバンクの持株会社をモロッコ商業銀行（Banque Commerciale du Maroc）に売却した。モロッコ商業銀行は1911年創立された強力な植民地銀行で、新ワファバンク（Attijariwafa Bank）の第二源流である。2004年、新ワファバンクはクレディ・アグリコルと提携し、かつて支配権を争った銀行（Crédit du Maroc）のアセット・マネジメント事業を買収した。なお、同年ヴィヴェンディがモロッコテレコム（Maroc Telecom）の支配権を握った。世界金融危機前後の数年間にわたって、新ワファバンクは世界展開した（欧州各国、セネガル、中東、イギリス）。2009年クレディ・アグリコルの西アフリカ事業を買収した。2010年、庶民銀行（現BPCE）と共同出資でBNPパリバモーリタニアの80％を買収した。快進撃をアラブの春に阻まれたが、2014年に欧州事業を統合してゆく中で巧くドイツ銀行と商品開発を戦略提携した。
新ワファバンクのアフリカ事業は直ちに立て直せたわけでなく、ISILの弱体化を待たねばならなかった。
新ワファバンクは日本企業がモロッコへ進出する窓口となっている。2016年には国際協力銀行と業務協力協定を締結した。両行は日本企業が参画する大型インフラ事業において協調融資を行うなど、緊密な関係を構築してきた。2013年に開催された第5回アフリカ開発会議において、日本政府は2013年から2018年までの5年間で、最大3.2兆円を官民共同でアフリカに出資すると表明している。2017年、ワファバンクが新規事業開拓を共同で検討するため、住友商事と了解覚書を締結した（9月4日発表）。住友商事グループは、1976年カサブランカに拠点を設置している。
新ワファバンクは2018年3月現在ベルギーの銀行カルテル（ABB-BVB）に参加している。
ビッグバンのころに欧州委員会は大幅介入をもって、ベルギーの銀行部門における一連の競争制限的慣行を廃止した。カルテルは対抗して三つの協定を届け出たが、それらについて欧州委員会はローマ条約第85条第1項の趣旨に反し競争制限的であると判断した。協定のうち二つは、それぞれ、リベートの具体額や、リベート送金手数料の具体額に関する条項を含んだ。三つ目の協定はオフショア市場での業務手続を定めており、そこにも競争制限的な条項が存在した。結局、欧州委員会は三協定を認めた。業務多様化という実益とローマ条約第85条第3項を根拠とし、協定の追加・修正を例外なく速やかに報告することを条件としていた。

## 現在とミューチュアルファンド
内モンゴル自治区の酪農は鉱業のように外資と関係していた。2014年、ダノンが10％近く参加する蒙牛乳業と、内モンゴル蒙牛ダノンデイリー（Inner Mongolia Mengniu Daily Co. Ltd.）なる合弁事業を立ち上げて、翌年からダノンが技術指導して製品を発売させた。このときダノンは雅士利社の株式を25％取得したが、翌2015年に同社へデュメックス（Dumex）の中国における幼児向け商品事業を移管させた。デュメックスはデンマークの極東会社（East Asiatic Company）が1957年にタイへ設置した子会社である。薬から粉ミルクまで製造し、軍から幼児までを顧客に抱える。2005年、デュメックスは極東会社がヌミコに売却した。2013年9月中ごろ中国中央電視台が報じたところによれば、デュメックスから賄賂を受け取った公営病院の医師と看護師を天津市が訴えているということであった。2016年7月、BNPパリバとJPモルガン・チェースの後援を受け、ダノンがホワイトウェーブ・フーズ（WhiteWave Foods）を買収した。2017年7月、ダノンはストニフィールドをラクタリス（Lactalis）に8.75億ドルで売却すると発表した。
2017年第一四半期の主要株主はミューチュアル・ファンドばかりであり、首位からMFS（MFS Investment Management）、ナティクシスのハリス（Harris Associates）が運用するオークマーク（Oakmark Funds）、ファーストイーグル（First Eagle Investment Management, 1999年にソジェン子会社を傘下において顧問会社化）、そしてヴァンガード（The Vanguard Group）。なお、ミューチュアル・ファンド以外の機関投資家でファースト・マンハッタン（First Manhattan Co.）も参加している。ファースト・マンハッタンの顧客はバークシャー・ハサウェイの主要株主である。

## 本社

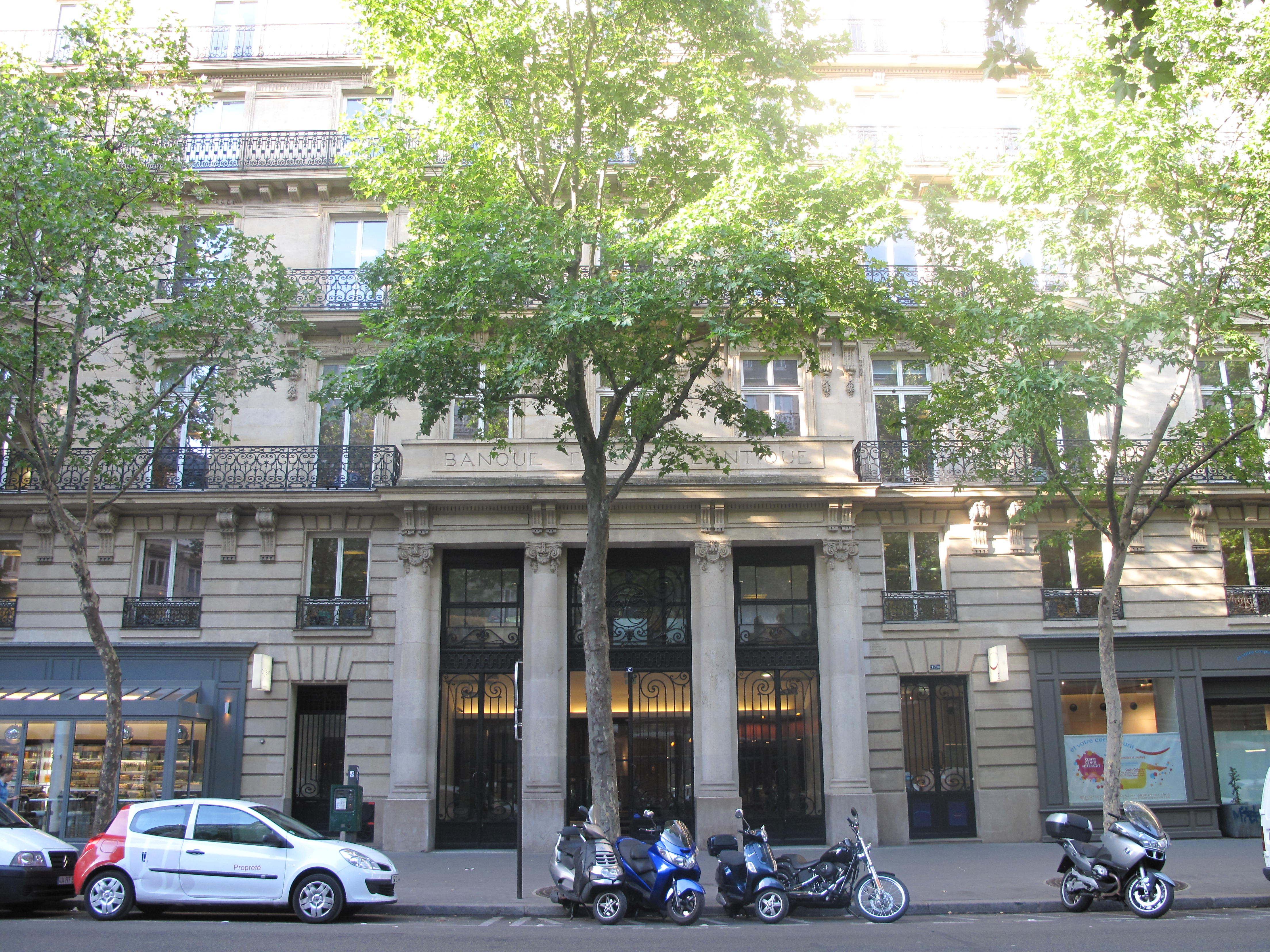
ダノン本社。

ダノン本社は大西洋銀行（Banque Transatlantique）本部であったビルに所在する。2000年、大西洋銀行が写真の建物から転居した。大西洋銀行を創立したのはウジェーヌ（Eugène Péreire）である。彼は、ロスチャイルドのライバルであったペレール兄弟で弟の方（イザーク）の息子である。1909年にロスチャイルドと姻戚関係となった。2002年、ここへダノンが入居した。
ジュール・グレヴィ大統領のとき、大西洋事業に対する政府の支援が打ち切られた。ペレール兄弟は大西洋総合会社（Compagnie Générale Transatlantique）を経営していたが、そこから政府が撤退したので、ウジェーヌは同社に対する持分を増やさなくてはならなかった。この資金を調達するため、オスマン債務管理局の設立年に大西洋銀行がつくられたのである。同行には親たちのクレディ・モビリエ同様に多くの株主がいた。クレディ・モビリエをミューチュアル・ファンドの原型とするなら、大西洋銀行も系譜であった。マンモスを志向したが大西洋間取引よりも地中海開発を当初は主軸に置いていた。将来的に大西洋へ進出するとして押さえるべき要衝が存在し、第二次モロッコ事件の年に大西洋銀行はモロッコ商業銀行（Banque Commerciale du Maroc）を設置した。
1933年、大西洋銀行がフランス外交官御用達のドズル銀行（Dosseur et Cie）を買収した。翌年、ベルギー総合会社がダイヤモンド顧問会議を招集する手助けをした。パリ万国博覧会 (1937年) のスポンサーにもなった。1941年、商工信用銀行が大西洋銀行の支配権を握った。これはナチス・ドイツによるフランス占領が行われるきっかけとなった。占領により大西洋銀行の資本関係が整理され、商工信用銀行の支配率が高まった。もはや大西洋銀行は商工信用銀行と競争する事業ができなくなった。代わりにまずホールセールを始めた。リテールは外人や外国滞在中のフランス人を相手に行った。オフショア市場の時代が到来して資本関係が変化した。1968年にモントリオール銀行が5％を獲得、1974年にクレディト・イタリアーノが商工信用銀行から20％を買収した。このような大西洋銀行がビッグバンでロンドンに代理事務所を設置した。1989年に世界中の顧客を対象とした投資顧問会社をつくった（Helder Immobilier company）。「外交官の銀行」と呼ばれるに相応の世界展開を今日まで続けている。

## 日本でのダノン
法人ごとに説明を付す。
ダノンジャパン株式会社
1980年、味の素とダノンが折半出資で「味の素ダノン株式会社」を設立した。1992年にこの事業を引き継ぎ、味の素およびカルピスとダノンの合弁（ダノン50%、カルピス30%、味の素20%出資）による「カルピス味の素ダノン株式会社」を設立し、ダノンブランドのヨーグルト・デザートやカルピスブランドのチルド飲料を製造・販売していた。しかし、2007年1月31日にダノンの100%出資子会社となり、翌2月1日、社名を「ダノンジャパン株式会社」に変更した。
1987年にカルピスが日本においての"エビアン"（Evian）・ミネラルウォーターの独占販売権を取得し、2000年にはカルピス・味の素・伊藤忠商事による合弁会社「カルピス伊藤忠ミネラルウォーター株式会社」を設立して、日本におけるエビアンブランドのミネラルウォーターの販売者となっていた。しかしカルピスとダノンの提携解消により、2008年4月13日をもって取り扱いを終了した。翌2008年4月14日からは、カルピスに変わって伊藤園がエビアンの日本での独占販売権を取得し、伊藤忠商事と合弁で「伊藤園・伊藤忠ミネラルウォーターズ株式会社」（出資比率：伊藤園65%、伊藤忠35%）を設立して、エビアンブランドの販売・マーケティング等を行っている。
ダノンウォーターズオブジャパン株式会社
エビアンおよび ボルヴィック（Volvic）ブランドの管理・マーケティングを行う日本法人。
キリンMCダノンウォーターズ株式会社
ボルヴィックブランドのミネラルウォーターの日本における販売と、キリンビバレッジのウォータービジネスの強化を目的として、三菱グループであるキリンビバレッジおよび三菱商事との合弁により「キリンMCダノンウォーターズ株式会社」を設立し、"Volvic"および「アルカリイオンの水」ブランドの飲料水を販売していた。（キリンビバレッジ51%、ダノン25%、三菱商事24%出資）2012年12月に、キリンビバレッジが全株を取得し100％子会社化することが発表され、合弁事業は解消された。
ヤクルト本社
ダノン名義でヤクルト本社の株式20%を保有する筆頭株主であったが、2020年にヤクルト本社の株式をすべて売却し資本関係に終止符が打たれた。